# Novoselycja (okres Berehovo)
Novoselycja, česky Novoselice, ukrajinsky Новоселиця, maďarsky Sósfalu, rumunsky Dumbrava, je obec v korolevském jednotném územním společenství v okresu Berehovo, v Zakarpatské oblasti na Ukrajině. V roce 2001 zde žilo 1 412 obyvatel.

## Historie
Do uzavření Trianonské smlouvy byla ves součástí Uherska, poté byla (pod názvem Novoselice) součástí Československa. V roce 1919, kdy se Zakarpatí stalo součástí Československa, byla v obci otevřena šestiletá lidová škola, ve které se vyučovalo v rodném jazyce. Od roku 1945 byla Novoselycja součástí Ukrajinské sovětské socialistické republiky, která byla jednou ze svazových republik Sovětského svazu, nakonec od roku 1991 je součástí samostatné Ukrajiny.

## Cerkev Nanebevzetí Panny Marie
V obci je ukrajinská národní památka – Cerkev Nanebevzetí Panny Marie (ukrajinsky Церква Успіння Пресвятої Богородиці), z roku 1669.

## Etnografické muzeum
V budově bývalé fary (proti cerkvi) je etnografické muzeum, které má přes 250 exponátů